# Aurornis xui
Aurornis — вимерлий рід тероподових динозаврів з пізньоюрського періоду (150 млн років тому). Описаний на підставі знахідки в провінції Ляонін (Китай; геологічна формація Тяодзішан Tiaojishan). Включає єдиний вид Aurornis xui.
Знайдені рештки, можливо, належали одному з перших птахів. Згідно з висновком палеонтологів, вид Aurornis xui є ще одним представником перехідних форм від наземних тварин до птахів.
Заввишки Aurornis xui був до 0,5 м. Тварина мала більшість характерних ознак птахів, зокрема крила та пір'я, проте її оперення дещо поступалося пізнішим археоптериксам. Проте, автори знахідки впевнені, що в Aurornis xui набагато більше спільного з птахами, ніж із наземними динозаврами.
За словами бельгійського палеонтолога Паскаля Ґодефруа, новий вид можна вважати найдавнішим птахом. Вчений, який першим визначив приналежність невпізнаного експоната в одному з китайських музеїв до нового виду, також зауважив, що межа між птахами та (іншими) динозаврами досить умовна.
Інші експерти журналу Nature, втім, висловили сумнів щодо висновків Ґодефруа та його колег. На думку Луїса Ч'яппе, директора Інституту динозаврів при Музеї природної історії в Лос-Анджелесі, найпершим птахом треба вважати таки археоптерикса. Ауроніси, що жили на 10 млн років раніше, як вважає Ч'яппе, скоріше ближчі до наземних динозаврів.
У сучасній систематиці птахи є динозаврами, єдиними уцілілими представниками цієї групи після масового вимирання 65 млн років тому. Ті види, які прийнято називати динозаврами в побуті, вчені іменують не-пташиними динозаврами (nonavian динозаври).